# Boskowitzer Furche

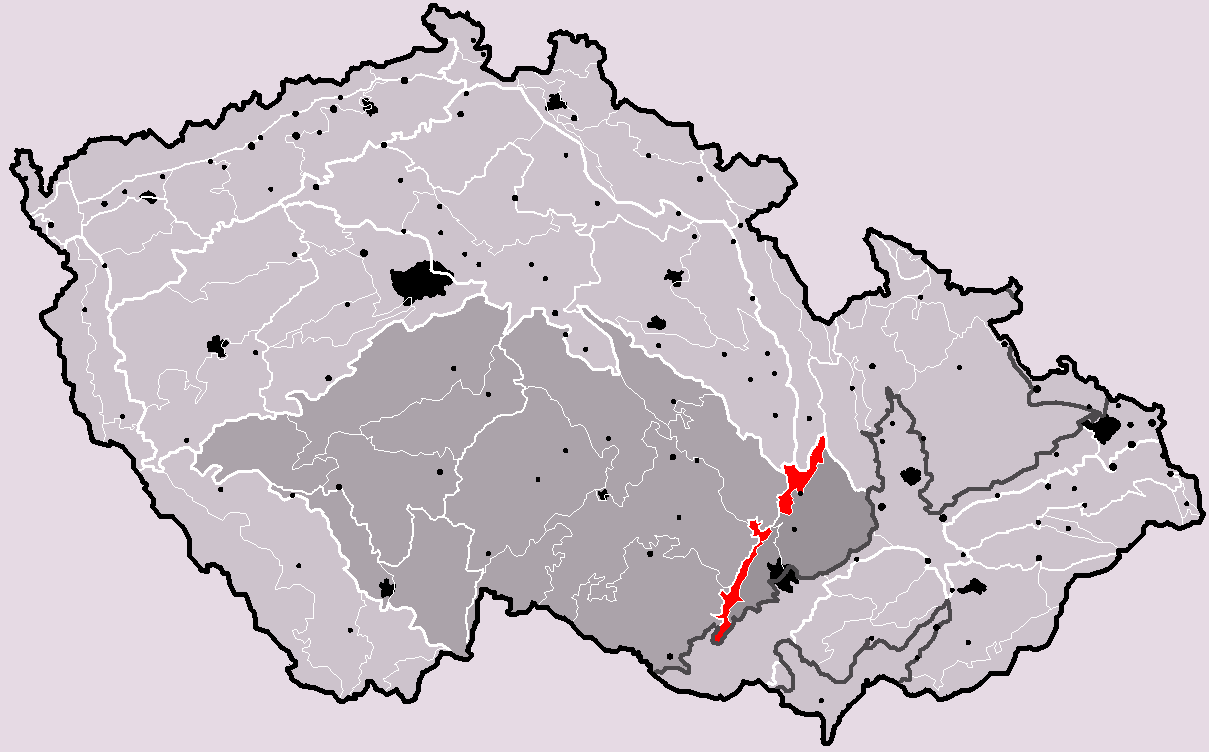
Die Boskowitzer Furche innerhalb der Geomorphologischen Einteilung Tschechiens

Die Boskowitzer Furche (tschechisch Boskovická brázda) ist eine 95 Kilometer lange, weitgehend unbewaldete, Senke im Brünner Bergland in Tschechien. Sie erstreckt sich von Městečko Trnávka bis Moravský Krumlov auf einer Fläche von 479,54 km² in Nordost-Südwest-Richtung.

## Geographie
Die Boskowitzer Furche grenzt im Norden an das Adlergebirgsvorland (Podorlická pahorkatina) und das Hannsdorfer Bergland (Hanušovická vrchovina), nordöstlich an das Hohenstädter Bergland (Zábřežská vrchovina), im Osten an das Drahaner Bergland (Drahanská vrchovina), südöstlich an das Bobrawa-Bergland (Bobravská vrchovina), im Südwesten an das Jaispitzer Hügelland (Jevišovická pahorkatina), westlich an das Obere Schwarzawa-Bergland (Hornosvratecká vrchovina) und im Nordwesten an das Krischanauer Bergland (Křižanovská vrchovina).
Der am höchsten gelegene Punkt ist der Nad Amerikou (553 m) in der Svárovská vrchovina bei Letovice. Die mittlere Höhe der Boskowitzer Furche beträgt 354,6 m.
Die Boskowitzer Furche gliedert sich in die Kleine Hanna (Malá Haná), den Schernowitzer Horst (Žernovnická hrásť) und das Rossitz-Oslawaner Becken (Oslavanská brázda). 
Die Senke wird, hauptsächlich von Nordwest nach Südost, von den Flüssen Rokytná, Oslava, Jihlava, Bobrava, Svratka und Svitava durchquert.

## Geologie
Die Boskowitzer Furche ist hauptsächlich mit permokarbonischen und neogenen Sedimenten sowie Kreideinseln gefüllt. Im Rossitz-Oslawaner Becken bildete sich eine Steinkohlenlagerstätte.